# دوست‌دختر (ترانه)
«دوست‌دختر» (به انگلیسی: Girlfriend) نام آهنگی از خواننده و آهنگ‌ساز پاپ کانادایی آوریل لوین است که به عنوان اولین تک‌آهنگ از سومین آلبوم استودیویی‌اش به نام بهترین چیز لعنتی در تاریخ ۲۷ فوریه ۲۰۰۷ به فرمت دیجیتال دانلود به بازار عرضه شد. در این ترانه لوین علاوه بر سبک پاپ همیشگی اش در قسمت‌هایی از سبک رپ نیز استفاده کرد. این ترانه برگرفته از ترانهٔ تونی باسیل با نام «من یک دوست پسر میخوام» است که در سال ۱۹۷۹ منتشر شده بود. این ترانه یکی از موفقترین کارهای آوریل بود. ریمیکس این کار توسط دکتر لوک و به همراهی لیل ماما خوانده شد.